# Шальке 04 II
«Футбольний клуб Гельзенкірхен-Шальке 04» (нім. Fußballclub Gelsenkirchen-Schalke 04 e. V.) — резервна футбольна команда німецького клубу «Шальке 04» з міста Гельзенкірхен. До 2005 року виступала під назвою «Шальке 04 Аматори».
Команда протягом своєї історії двічі кваліфікувалася до першого раунду кубку Німеччини. На даний час виступає в четвертому дивізіоні німецького футболу, Регіоналлізі «Захід».

## Досягнення
- Оберліга Вестфалія
  -  Чемпіон (2): 2003, 2019
  -  Срібний призер (6): 1998, 1999, 2000, 2002, 2007, 2008

- Вестфаленліга
  -  Чемпіон (2): 1992, 1997

- Кубок Вестфалії
  -  Фіналіст (2): 1994, 2001

## Статистика виступів
| Рік       | Дивізіон              | Рівень | Місце  |
| 1999–2000 | Оберліга Вестфалія    | IV     | 2-ге   |
| 2000–01   | Оберліга Вестфалія    | IV     | 5-те   |
| 2001–02   | Оберліга Вестфалія    | IV     | 2-ге   |
| 2002–03   | Оберліга Вестфалія    | IV     | 1-ше↑  |
| 2003–04   | Регіоналліга «Північ» | III    | 16-те↓ |
| 2004–05   | Оберліга Вестфалія    | IV     | 3-тє   |
| 2005–06   | Оберліга Вестфалія    | IV     | 3-тє   |
| 2006–07   | Оберліга Вестфалія    | IV     | 2-ге   |
| 2007–08   | Оберліга Вестфалія    | IV     | 2-ге↑  |
| 2008–09   | Регіоналліга «Захід»  | IV     | 15-те  |
| 2009–10   | Регіоналліга «Захід»  | IV     | 12-те  |
| 2010–11   | Регіоналліга «Захід»  | IV     | 11-те  |
| 2011–12   | Регіоналліга «Захід»  | IV     | 11-те  |
| 2012–13   | Регіоналліга «Захід»  | IV     | 3-тє   |
| 2013–14   | Регіоналліга «Захід»  | IV     | 6-те   |
| 2014–15   | Регіоналліга «Захід»  | IV     | 11-те  |
| 2015–16   | Регіоналліга «Захід»  | IV     | 10-те  |
| 2016–17   | Регіоналліга «Захід»  | IV     | 16-те↓ |
| 2017–18   | Оберліга Вестфалія    | V      | 6-те   |
| 2018–19   | Оберліга Вестфалія    | V      | 1-ше↑  |
| 2019–20   | Регіоналліга «Захід»  | IV     | 12-те  |
| 2020–21   | Регіоналліга «Захід»  | IV     |        |

- З введенням Регіональних ліг в 1994 році та 3 Ліги в 2008 році як нового третього рівня, нижче Другої Бундесліги, всі ліги нижче опустилися на один рівень. У 2000 році всі клуби з розформованої Регіональної ліги Захід / Південний Захід із Північного Рейну-Вестфалії об'єднуються Регіоналлігу «Захід», у 2008 році ці клуби знову залишили лігу, щоб приєднатися до новоствореної Регіональліги «Захід».

| ↑ Підвищення | ↓ Вибуття |

## Стадіон
Починаючи з сезону 2020/21 років «Шальке 04 II» проводить свої домашні поєдинки на «Паркштадіоні» в місті Гельзенкірхен.

## Відомі гравці
- Джеральд Асамоа
- Флоріан Бонерт
- Андрейс Циганікс
- Вілко Ріссер
- Себастіан Старке Гедлунд
- Чарльз Такій
- Ігор Лисак